# S/S Orion
Ångfartyget S/S Orion är ett museifartyg som tillhört Kungliga Lotsverket men togs ur drift 1979. Idag[när?] pågår en omfattande restaurering med syfte att återställa fartyget i ursprungligt skick för en framtid som levande museiefartyg. Fartyget tillhör den kulturhistoriska flytande flottan. Fartyget är klassat som ångbärgningsfartyg och idag det äldsta i Sverige. 

## Historik
S/S Orion byggdes 1929 på Helsingborgs Varfs AB för  Kungliga Lotsverkets räkning. Hon konstruerades av fyringenjören J.A. Hultman som ett ångbärgingsskepp och är det äldsta av denna typ som finns kvar i Sverige. S/S Orion tjänstgjorde mellan 1929 och 1956 för Östra lotsdistriktet (Trosa – Karlskrona), med hemmahamn i Kalmar. Fartyget användes för att inspektera fyrskepp, lotsplatser, lägga ut och ta upp bojar, sjömätning och vara den almänna sjöfarten behjälplig. 
S/S Orion var det sista ångdrivna skeppet och ersattes 1956 av ett modernare fartyg. Fartyget blev därefter reservfartyg till 1961. Efter en ombyggnad användes hon som transportfartyg och för att bogsera ut kasuner för nya fyrbyggen. År 1979 togs hon slutligen ur drift och såldes till en privatperson i Göteborg som använde skeppet som ett kryssningsfartyg med turer längs Norges kust. 
1987 anlände fartyget till Stockholm och fick hjälp av en intendent på Vasamuseet med en hamnplats på Skeppsholmen i centrala Stockholm. 2023 flyttades fartyget till KG Knutssons brygga på Beckholmen för installation av kättingstyrning. 
1993 startades den ideella föreningen Projekt S/S Orions vänner med syfte att restaurera skeppet i ursprungsskick.

## Fotogalleri

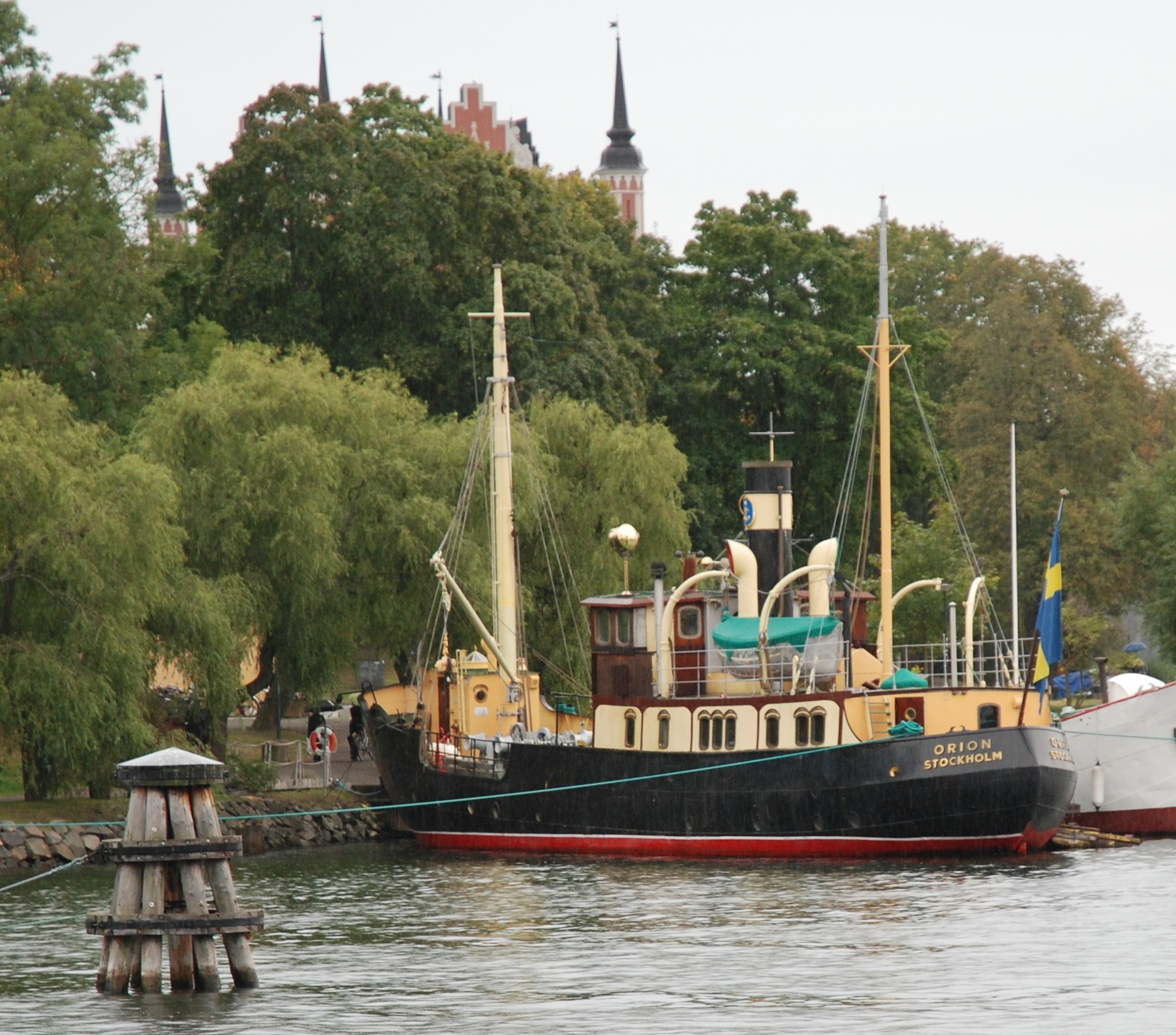
S/S Orion vid kaj på Skeppsholmen i Stockholm
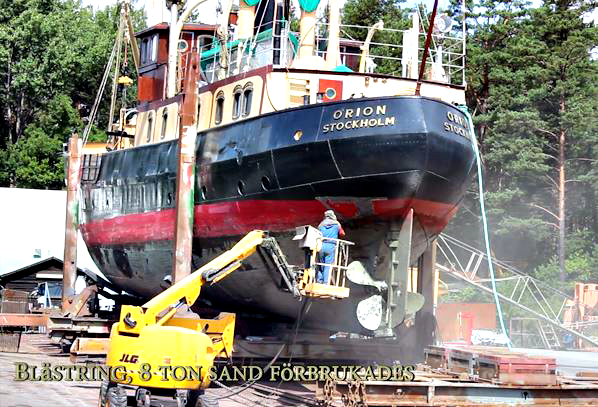
Blästring av S/S Orions skrov på Tenö varv
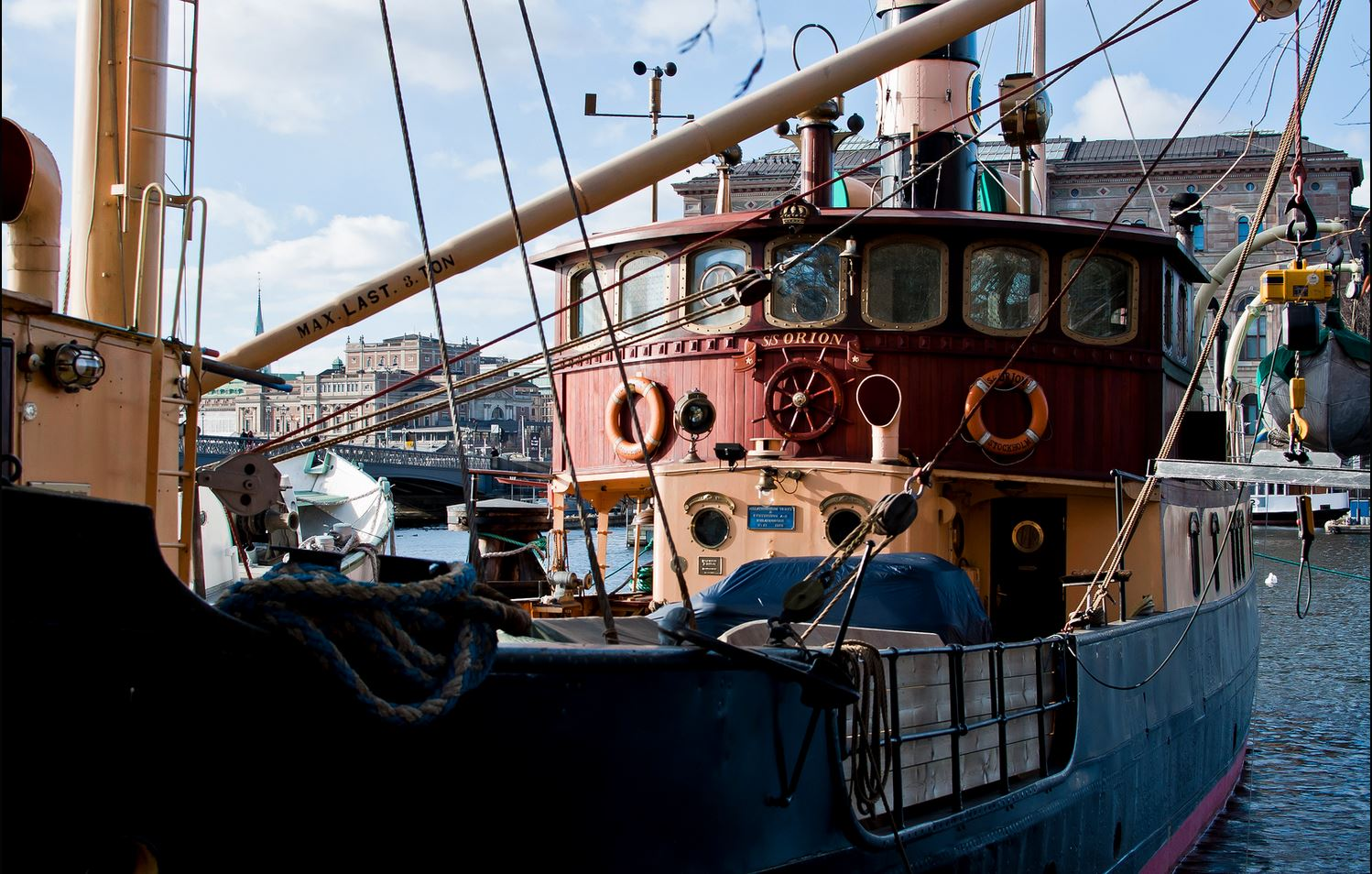
S/S Orion
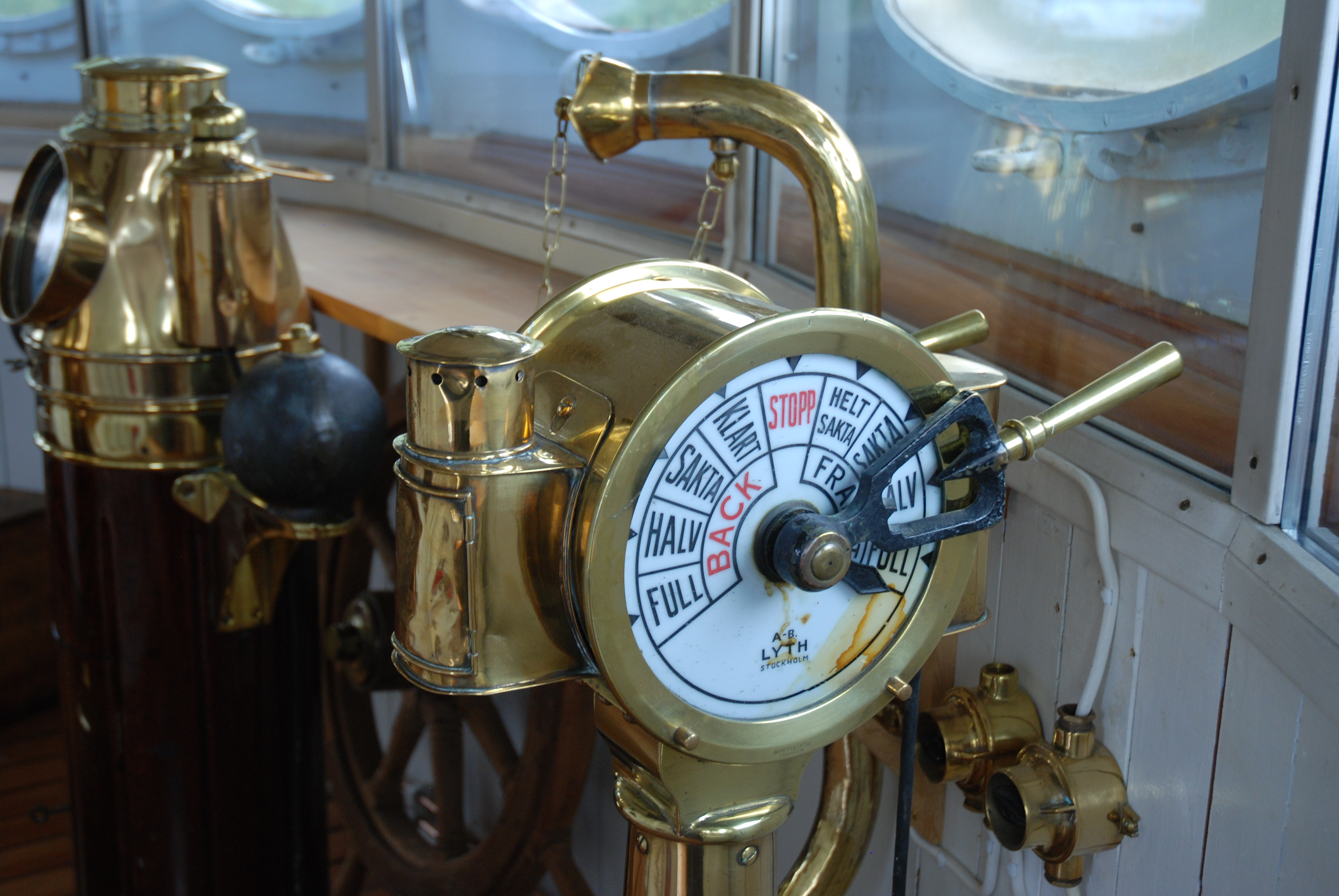
S/S Orion. Maskintelegraf.
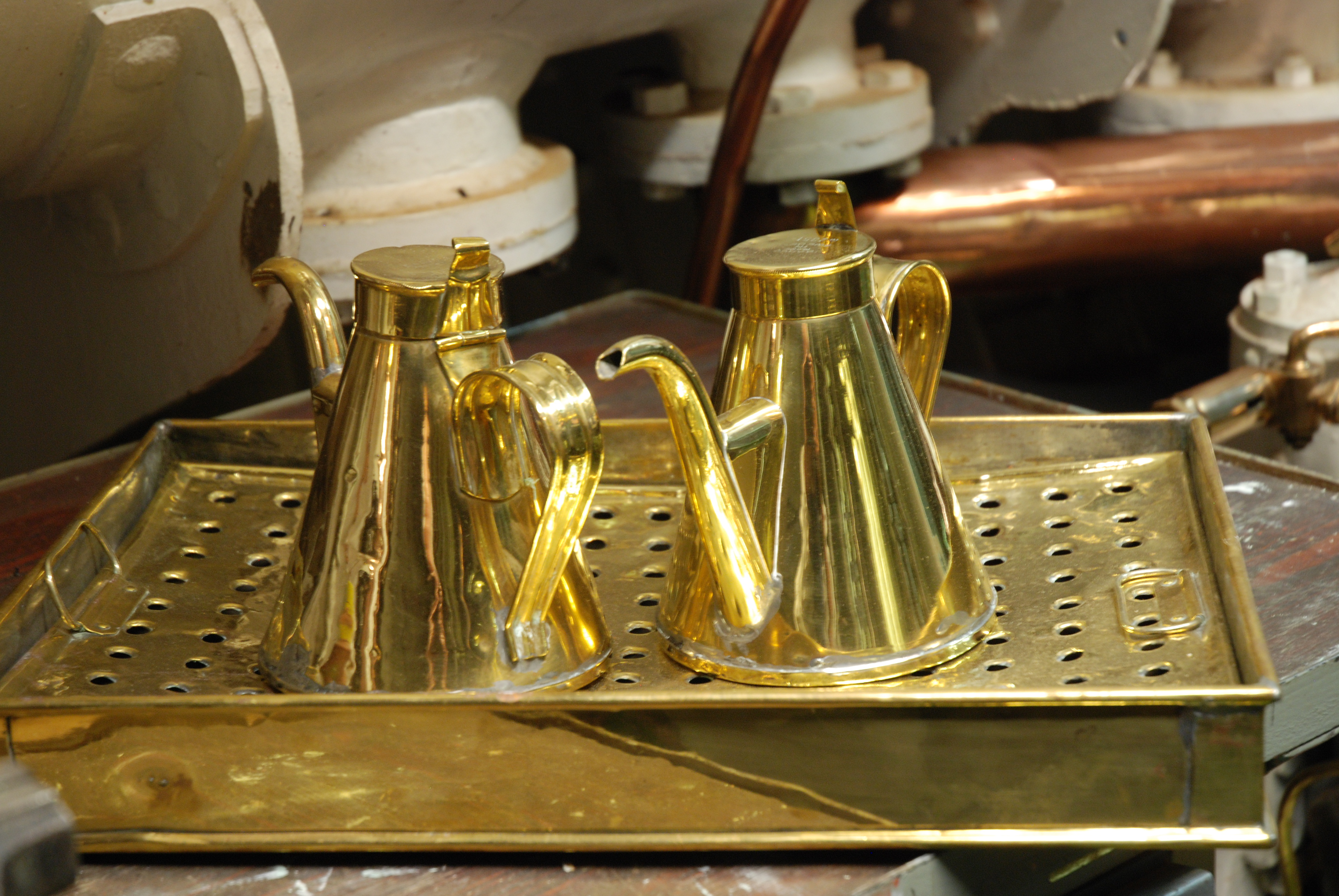
S/S Orion Smörjoljekannor
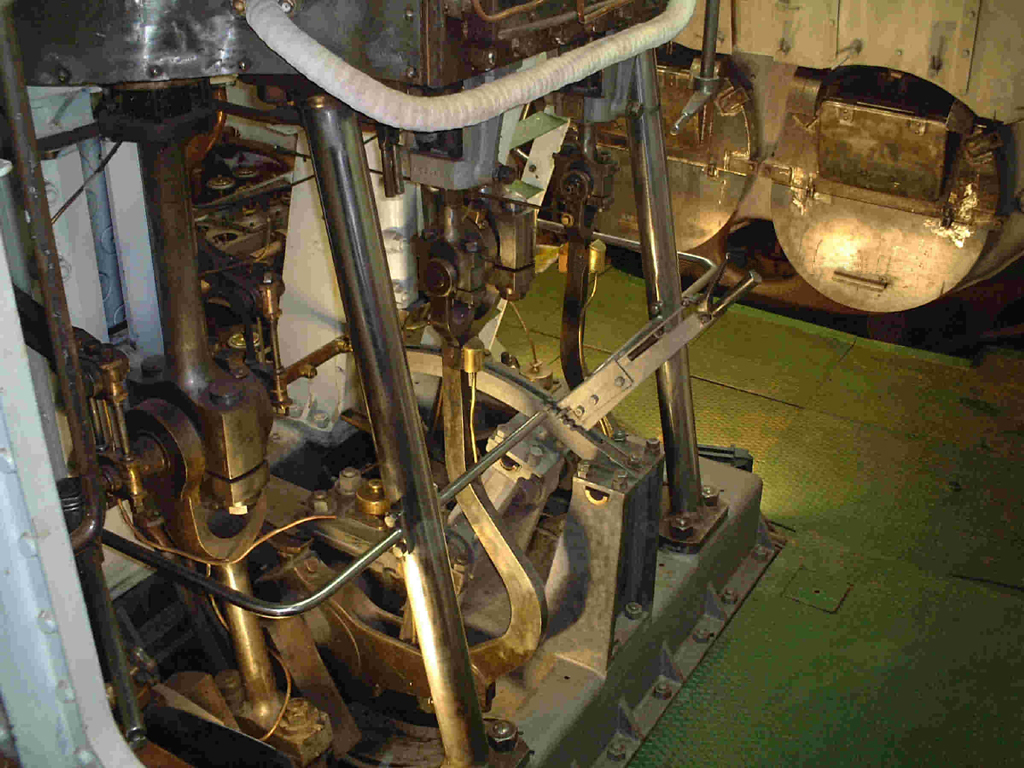
S/S Orions Compundångmaskin med koleldad panna
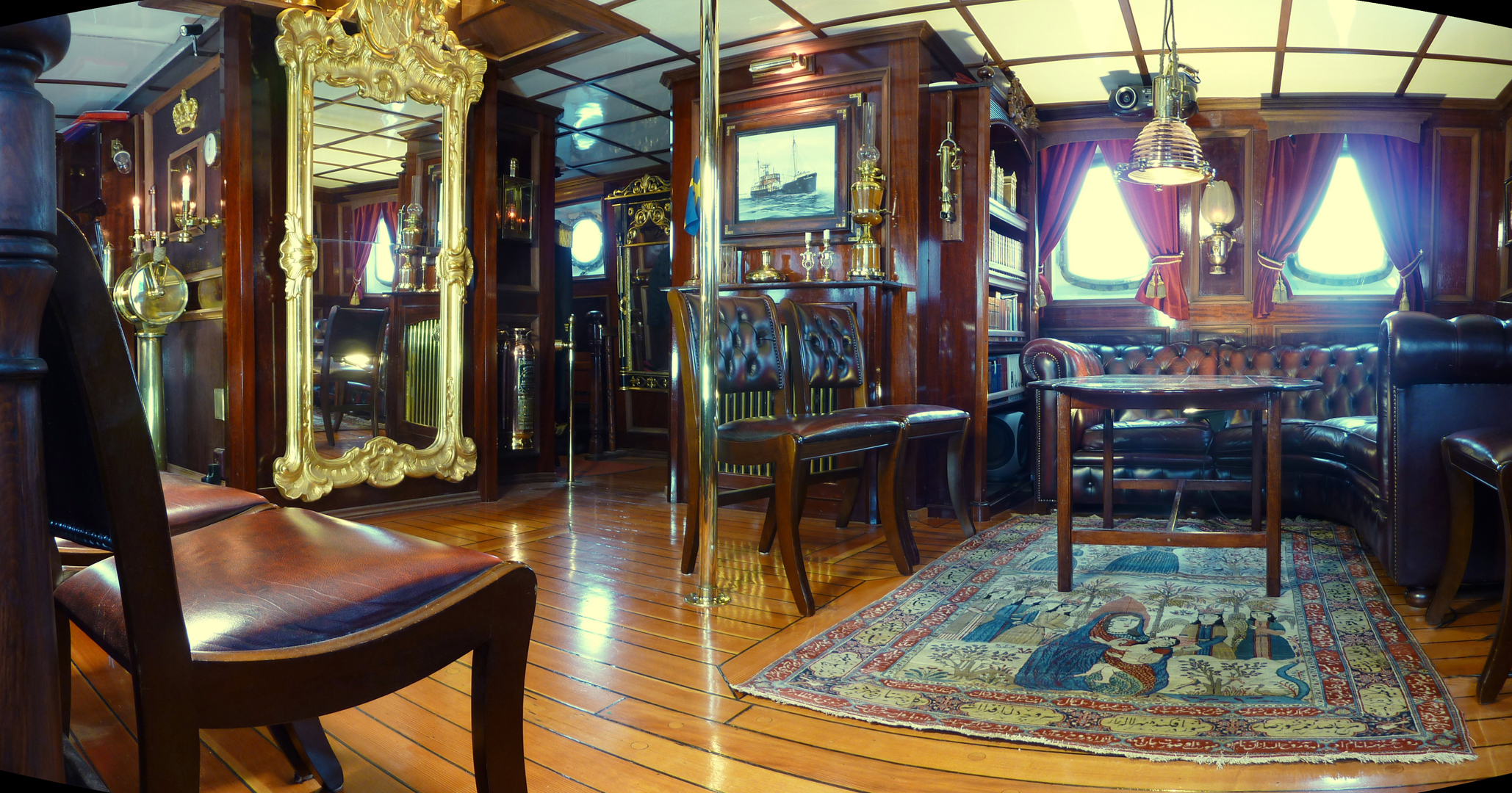
Kaptensalongen